# ノーム・マクドナルド (俳優)
ノーム・マクドナルド（Norm Macdonald、1959年10月17日 - 2021年9月14日）は、カナダのコメディアン、作家、俳優。2021年9月14日、死去。61歳没。
1993年から1998年にかけて「サタデー・ナイト・ライブ」内のウィークエンド・アップデートに出演をしていた。

## 出演作品
- おしゃべり魔法犬 ファン
- ザ・ミドル 中流家族のフツーの幸せ シーズン2、シーズン3
- ジャックとジル
- 素敵な人生の終り方
- マイネーム・イズ・アール シーズン2、シーズン4
- ドクター・ドリトル（犬のラッキー）
- ドクター・ドリトル4
- SEX AND THE SCHOOL セックス・アンド・ザ・スクール
- 童貞ペンギン
- スクリュード／ドジドジ大作戦
- ダーティ・ワーク
- アダム・サンドラーは ビリー・マジソン／一日一善
- 宇宙探査艦オーヴィル The Orville (2017年から始まったテレビドラマシリーズ、声の出演)
- クロース
- ノーム・マクドナルド・ライブ (Netflixスタンドアップコメディ)
- ノーム・マクドナルドの大したことじゃない (Netflixスタンドアップコメディ)